# نیروگاه مسجدسلیمان
نیروگاه مسجدسلیمان (واقع در سد مسجدسلیمان در جنوب غربی ایران،در استان خوزستان، تأسیس ۱۳۸۱)، یکی از نیروگاه‌های ایران با ظرفیت تولید ۲۰۰۰ مگاوات، که بر روی رودخانه کارون بسته شده‌است.
توان تولیدی هر کدام از واحدها ۲۵۰ مگاوات است.